# Jonas Rutsch
Jonas Rutsch (ur. 24 stycznia 1998 w Erbach) – niemiecki kolarz szosowy.

## Osiągnięcia
Opracowano na podstawie:

2017
- 1. miejsce w mistrzostwach Niemiec (jazda drużynowa na czas)

2018
- 2. miejsce w Eschborn-Frankfurt U23
- 2. miejsce w mistrzostwach Niemiec U23 (start wspólny)
- 2. miejsce w mistrzostwach Niemiec (jazda drużynowa na czas)

2019
- 1. miejsce w klasyfikacji młodzieżowej Tour of Rhodes
- 1. miejsce w Gandawa-Wevelgem U23
- 2. miejsce w mistrzostwach Niemiec (jazda drużynowa na czas)

## Rankingi
| Rok             | 2018 | 2019 | 2020  | 2021 | 2022 | 2023 | 2024 |
| --------------- | ---- | ---- | ----- | ---- | ---- | ---- | ---- |
| World Ranking   | 869. | 379. | 1669. | 498. | 557. | 377. | 513. |
| UCI Europe Tour | 552. | 303. | 1241. | 402. | 434. | -    | -    |
|                 |      |      |       |      |      |      |      |
| Źródło: UCI     |      |      |       |      |      |      |      |